# Peter Štumpf

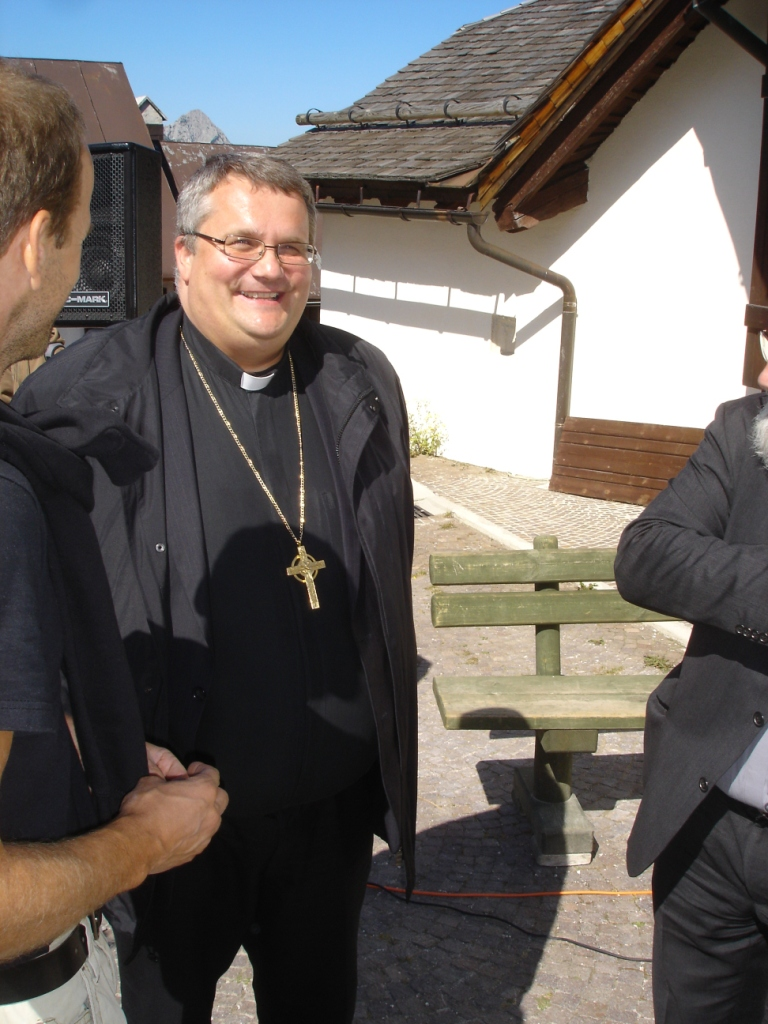
Peter Štumpf SDB (2007)

Wappen von Peter Štumpf als Bischof von Murska Sobota

Peter Štumpf SDB (* 28. Juni 1962 in Beltinci) ist ein slowenischer Ordensgeistlicher und römisch-katholischer Bischof von Koper.

## Leben
Peter Štumpf trat der Ordensgemeinschaft der Salesianer Don Boscos bei. Am 29. Juni 1990 wurde er vom Bischof von Maribor Franc Kramberger zum Priester geweiht.
Am 24. Mai 2006 ernannte ihn Papst Benedikt XVI. zum Weihbischof in Maribor, sowie zum Titularbischof von Musti in Numidia. Der Bischof von Maribor, Franc Kramberger, spendete ihm am 10. September desselben Jahres die Bischofsweihe; Mitkonsekratoren waren Marjan Turnšek, Bischof von Murska Sobota, und Anton Stres CM, Bischof von Celje.
Am 28. November 2009 berief ihn Benedikt XVI. zum Bischof vom Murska Sobota. Die Amtseinführung fand am 10. Januar 2010 statt.
Papst Franziskus bestellte ihn am 29. November 2024 zum Bischof von Koper. Die Amtseinführung erfolgte am 1. Februar 2025.